# Robert Alexander Hillingford
Robert Alexander Hillingford (28. januar 1828 – 1904) var en engelsk maler. Han specialiserede sig i historiske malerier, ofte slagscener.  

## Biografi
Han blev født i London i 1828 og studerede på Kunstakademie Düsseldorf i fem år fra 1841. Han forbindes med Düsseldorf-skolen. Han rejste derfra til München, Rom, Firenze og Napoli, hvor han giftede sig og arbejdede i flere år. Han malede folkelivet i Italien. Et maleri fra denne periode med titlen The Last Evening of the Carnival blev udstillet i St. Petersborg i 1859. Han vendte tilbage til London i 1864, og udstillede første gang på Royal Academy i 1866. Det var på dette tidspunkt, at han begyndte at male historiske malerier, især af Napoleonskrigene. Han udstillede regelmæssigt på Royal Academy, British Institution og på andre gallerier. Selv om han var tiltrukket af kostumestykker som An incident in the early life of Louis XIV og During the wanderings of Charles Edward Stuart, malede han også samtidige militære scenerier, herunder hans maleri fra 1901 South Africa, 1901 - The Dawn of Peace.
Hans malerier kommer ofte på auktion og findes vidt omkring.

## Billeder
- The Duchess of Richmond's Ball (1870'erne – Goodwood House)[2]
- Yet Still a King (1888 – Kelvingrove Art Gallery and Museum)
- Hurry up the Guns: Wellington driving the French out of Spain and into France (Queen's Royal Lancers)
- The Escape of Joseph Bonaparte, King of Spain with British troopers charging (Queen's Royal Lancers)
- Surrender: The capture of General Lefebre Desnouettes at the Ford of the Elsa at Benavente, 1809, by Pte. Luke Guisdall, 10th Hussars (Royal Hussars)
- The Duke of Marlborough saving the day at Ramillies (Queen's Royal Lancers)
- Ramillies, 23 May 1706: capture of the standards and kettledrums by the Queen's Regiment of Horse (Royal Dragoon Guards)
- The Defence of Hougoumont
- After Waterloo: The English Army halting upon what had been the French position... (1889 – Institute of Directors)
- Napoleon's peril at Brienne-le-Chateau (1891)
- The Morning of Waterloo (1896)

- Summoned to Waterloo: Brussels, dawn of June 16, 1815 (1898)
- Battle of Balaclava, Charge of the Light Brigade (1899)
- Sebastopol: the attack on the Redan (1899)
- Death of Sir Richard Granville, captain of the Revenge, on board the Spanish Flagship San Pablo after the Battle of Flores (1899 – Victoria Art Gallery, Bath)
- Charge of the Light Brigade (1899)
- The Scots Greys among the French Guns at Waterloo (1899 – Royal Scots Dragoon Guards)
- A critical moment at Quatre Bras (1900)
- The flight of the French through the town of Vittoria: Peninsular War (1900)
- South Africa, 1901: The Dawn of Peace. (1901)
- George II at Dettingen (1902)

## Yderligere læsning
- Harrington, Peter. (1993). British Artists and War: The Face of Battle in Paintings and Prints, 1700-1914. London: Greenhill. ISBN 1-85367-157-6
- Roe, F. Gordon, "The Hillingford Sage", Connoisseur, Vol. 190, No. 763, September 1975, pp. 50–55.